# Crust punk
El crust punk (a veces llamado crust o crustcore) es un subgénero y estilo de música derivado del punk rock. Las bandas que ayudaron a formar este subgénero fueron en su mayoría bandas del temprano anarcopunk, quienes tomaban influencia de bandas de heavy metal como Motörhead.
La tendencia del crust punk es casi igual al del D-Beat, solo que el sonido es mucho más agresivo.
El crust, es parcialmente definido por bajos pronunciados y un sonido sucio, crudo y brutal. Es un estilo musical muy rápido (algunas bandas utilizan blast beat con secciones moderadas ocasionales). Las voces son usualmente guturales así como también pueden ser gritadas. El crust punk, toma influencias del anarco/hardcore punk de Crass y Discharge, también del metal extremo y en algunas de sus formas más disonantes, elementos sutiles del Deathrock. El crust ha sido siempre un estilo de música muy underground, pero fanes y bandas dentro del estilo se encuentran en todo el mundo. Los primeros trabajos de Amebix (los creadores del género), Excrement of War, Doom, Nausea, Hellbastard, Aus Rotten,  y Extreme Noise Terror (quienes serían los pioneros del grindcore) constituyen el crust prototípico.

## Historia (precursores, orígenes y formación)
Los precursores del crust punk son bandas de hardcore y anarcopunk como Crass, Discharge, The Varukers (las 2 últimas son las creadores del D-beat), Lunatic Fringe y Rattus. También bandas de heavy metal (que incorporaban elementos del punk rock a su música) como Motörhead y grupos de deathrock. El crust está caracterizado por una sobrecarga de los elementos definitorios de hardcore: rapidez, distorsión y voces fuertes, a menudo con expresiones guturales, desgarradas o terroríficas.
El crust punk aparece probablemente en la década de los 80s a raíz de la banda Amebix quienes tocaban un hardcore punk muy rápido (la rapidez fue adquirida del D-beat), con un sonido oscuro heredado del Deathrock, y tomando elementos del anarco-punk y el thrash metal más oscuro, además otra característica del grupo es una tendencia visual gótica. Otras bandas aparecen en la escena del anarco-punk con un sonido muy parecido al de Amebix como Excrement of War y Doom. 
Se considera el disco Arise, de Amebix, como primer álbum reconocido de crust punk [cita requerida]. 
El grupo Hellbastard, fue quien en realidad acuñó el término "crust", (en su demo de 1986 Ripper Crust).
El género se conocía como "stenchcore" antes de ser bautizado como crust punk. El nombre, viene de la maqueta de Deviated Instinct publicada en 1987, titulada Terminal Filth Stenchcore. El término "stenchcore" utilizado actualmente se utiliza también para grupos que intentan emular el sonido de los grupos pioneros de crust, en contraste con grupos que han incorporado otro tipo de influencias (ver abajo).
El crust punk, es un estilo casi desconocido para el gran público, a excepción de los aficionados al punk. La gente que escucha habitualmente crust se les conoce generalmente como "crusties" o "crust punks".
El crust punk en E.U. aparece con el trabajo de bandas como Nausea de Nueva York. Este grupo, surgió del movimiento ideologista anarcopunk, pero su música, viene del contemporáneo hardcore punk emergido del Reino Unido: D-beat. También aparecen bandas como Neurosis, de San Francisco (cuna de bandas de hardcore punk legendarias como Dead Kennedys), al igual que Misery y Destroy ambas bandas de crust del Mineapollis.
Un grupo británico llamado Extreme Noise Terror, quienes emergen de la escena del crust punk serían los que junto con Napalm Death crearían el grindcore (la forma más extrema junto con el crust del punk) una forma derivada que combinaba el crust con el death metal, características propias del grindcore sería añadir al estilo rápido y fuerte del hardcore una distorsión mucho más grave y sucia en las guitarras (propios del crust), mientras las voces se expresaban de formas guturales y chillonas (heredados del death metal). Estos recursos dan lugar a una música enérgica y atemorizante para recalcar la pasión reivindicativa de las letras, que suelen ser de tipo anarquistas, politcosociales o ecologistas centradas sobre todo en las temáticas de alarma por los problemas del mundo.
Existe una corriente de pensamiento que defiende la idea de que el crust punk es producto de una evolución del grindcore, sin embargo ambos géneros coexistieron e igualmente se influenciaron de bandas de death metal norteamericanas durante sus inicios. A comienzos de los 80's ya existían bandas que se acercaban al sonido del llamado Black Metal como Venom y Celtic Frost que algunos afirman que pudieron ser influencia directa del hardcore punk más extremo, sin embargo hay que tener cuidado con esta idea, ya que a día de hoy dichas bandas son consideradas como black metal, pero si revisamos los primeros trabajos de estas bandas nos daremos cuenta que tocaban un sonido bastante cercano a lo que sería posteriormente denominado como thrash metal, incluso en el álbum black metal de Venom, se nota una clara influencia de la banda Motörhead y sonidos más ligados al punk rock de la época.
El crust punk es un género recurrido en muchas discográficas de punk como Profane Existence, Prank, Havoc, Life is Abuse Records o Trabuc Records en España.

### Década de 1990 y 2000 (Portland, Suecia, España)
En Estados Unidos la década de los 90 supone una importante evolución dentro género con la irrupción de His Hero is Gone y Catharsis combinando el sonido crudo del crust junto a acordes en afinaciones más graves, propios del sludge metal de la época. Tras su disolución sus miembros continuaron tocando en otras bandas como Hellshock, Tragedy, From Ashes Rise o Severed Head of State conformando lo que popularmente se denomina como escena de Portland, una de las más prolíficas en la última década y dando lugar a una nueva y melódica variante del crust punk, más cercana al hardcore melódico que suele etiquetarse como "neo crust". 
Una banda de crust importante de América fue Aus Rotten de Pittsburgh, Pensilvania. El crust punk también floreció en Mineápolis, guiado por el sello Profane Existence. En este período, el espíritu del crust fueron codificados en particular, con el vegetarianismo, el feminismo, y, a veces la ideología "Straight Edge" está prescrito por muchas de las figuras de la escena. La escena powerviolence asociado con Slap-a-Ham Records fue muy cerca a la del crust punk con Dropdead y Man Is The Bastard.
En Suecia también nos encontramos con una prolífica escena, donde sobre todos los grupos destacan Wolfpack quienes al conocer que compartían nombre con una organización neofascista europea pasaron a llamarse Wolfbrigade. Miembros de Wolfbrigade también tocan en otra banda puntera del movimiento llamada To What End?. Asimismo es obligación hacer mención de Skitsystem y Disfear, dos importantes bandas donde ha participado Tomas "Tompa" Lindberg, frontman de los legendarios death metaleros suecos At The Gates. Algunos suelen referirse a las bandas de d-beat procedentes de Suecia y toda Escandinavia como "scandicore" o "scandicrust".
Aunque de forma más tardía (exceptuando algunas grabaciones como el primer disco de Ruido de Rabia en 1987), en España es un movimiento con una importancia relativamente considerable en regiones como el País Vasco o Cataluña y sobre todo en la década de 2000 en la ciudad de La Coruña, donde se desarrolló un movimiento del cual emergieron muchas bandas y podría considerarse como la meca del "neo crust" en Europa con la característica especial de que acá el crust toma la influencia melódica del emoviolence/screamo francés de los años 1990 (por citar Anomie, Belle Epoque) y de expandir un estilo único a diferentes partes del globo, de la cual salieron grupos como Ekkaia, Madame Germen, Ictus y Hongo. Bandas como los cordobeses Opa Hostil también son un referente de la escena underground española.
Actualmente durante estos últimos años podemos encontrar escenas en diversas Regiones y comarcas de España con sonidos e influencias de otras escenas internacionales como Néboas (Alicante,Vega Baja), su primer LP los sitúa entre los 10 mejores discos 2019 de hardcore de España, importante banda de Neocrust con enraizados toques de black metal y screamo, siendo la Vega Baja una escena importante en cuanto a numerosos grupos de hardcore y de emergentes bandas de post-rock de la década.

### Década de 2010
En esta década surgieron bandas como Corrupt Leaders y Phobia, provenientes de Canadá quienes a pesar de su sonido crust se orientaron más al grindcore, de hecho gracias a Corrupt Leaders ha venido una nueva oleada de bandas de crust punk, aunque estas nuevas bandas sean un poco más extremas llegando a ser un híbrido o fusión entre el crust y el grind llamado "crustgrind".

## Vestimenta
La forma de vestir de este subgénero se asocia normalmente con la filosofía o movimiento punk DIY. En cuanto al color de la vestimenta, es siempre negro, similar al estilo anarco-punk. Suelen usar chaquetas, chalecos y pantalones de mezclilla desgastados, sudaderas con capuchas, botas o tenis. Los pinchos y los parches con los logotipos de bandas del género cosidos a la ropa son emblemáticos de la vestimenta crust. Algunos 'Crusties' también usan dreadlocks.

## Fusiones y relaciones con otros géneros

### Rock industrial
El sello británico Peaceville contaba entre sus filas con numerosos grupos de metal industrial, así como de crust punk, motivo por el cual ambos géneros se influenciaron mutuamente. La banda Nausea de Nueva York posteriormente incorporará elementos de rock industrial. En ambos casos, grupos de crust como Deviated Instinct o Nausea, llevarían a cabo proyectos paralelos de metal industrial.

### Grindcore
El Crust tuvo un impacto importante en el grindcore. El grindcore temprano practicado por los grupos británicos Napalm Death y Extreme Noise Terror emergió de la escena crust punk. A este estilo se le ha denominado "crustgrind."

### Thrashcore y powerviolence
El thrashcore y el powerviolence, los cuales son géneros que principalmente emergieron del hardcore punk estadounidense, están también relacionados con el crust punk en los casos de bandas como Man Is the Bastard, Dropdead y Capitalist Casualties.

### Influencias del black metal
Bandas de crust como Amebix tomaron influencias del género del black metal en bandas como Venom y Celtic Frost. En forma similar la banda Bathory fue inicialmente influenciada por el crust. El crust posterior fue influenciado por la segunda ola del black metal así destacando en esta característica la banda Iskra Los mismos miembros de Iskra usaron la frase "blackened crust" para describir su estilo. La banda japonesa Gallhammer también fusiona el black metal con el crust. En forma más reciente la importante banda dentro del Black Metal, Darkthrone, ha incorporado influencias del crust punk en su material más reciente.
El black metal y el crust punk están muy unidos en la actualidad. Miembros de Darkthrone y Satyricon recientemente dieron a conocer su amor hacia el punk, mientras que el black metal ha recibido más atención por parte de los seguidores del crust. De hecho, el álbum más reciente de la banda crust Skitsystem aporta más del black metal, mientras que el último álbum por parte de Darkthrone aporta más del punk.